# Lembus
El lembus  (en griego antiguo: λέμβο, romanizado: lembos;en latín: lembus) Es un término antiguo muy amplio que abarcaba una serie de pequeñas embarcaciones, que se utilizaban para diferentes fines, tanto civiles como militares. Era una embarcación de comercio y de transporte usada en los primeros tiempos de la Edad Media en el mar Mediterráneo. 
Había lembus de vela y de remo y vela. Algunos de los primeros eran de bastante porte. Tenían dos palos siendo el de más guinda el de trinquete. Largaban tres velas latinas y una cuadra que se agrandaba por medio de una boneta puesta en su relinga inferior y las segundas arbolaban uno o dos palos y según su eslora llevaban desde seis hasta veinte remos por banda. 
En el ámbito militar, era pequeño y ligero, con un bajo francobordo. Era un buque de guerra rápido y maniobrable, capaz de transportar a 50 hombres además de los remeros. Era la galera utilizada por los piratas ilirios. Filipo V de Macedonia utilizó el lembus durante la primera guerra macedónica.  Solo tenía  cubierta en los extremos, con una eslora de 12 a 18| m y una manga de 3 a 4 m. Las distancias recorridas por los piratas ilirios hacían obsoleto el uso de una gran bodega o una vela. Su ligereza les permitía ser arrastrados hasta la playa. Solo se utilizan pequeños lemboi, tirados por un par de remos, para la navegación fluvial. Algunos eran lo bastante grandes para transportar a veinte prisioneros y dos caballos.
Era más común entre los ilirios del sur del mar Adriático, mientras que en el norte de este mar, el barco más común era la liburna que procedía de los liburnios. El lembis aparece en varias monedas ilirias de las comunidades del sur del Adriático, que estaban conectadas políticamente con el reino ilirio, como los labeatas, los daorsi, y las ciudades de Escútari y Liso.
En 2007 se descubrieron dos lemboi en Bosnia y Herzegovina, en el fondo del lago Desilo, que en la antigüedad estaba unido al río Neretva. Este yacimiento se encuentra en la región de los daorsis, una tribu iliria helenizada que practicaba la piratería en el periodo siglo III a. C..Estos lemboi son los primeros que se han encontrado. Miden 12 m de largo y 4 m de ancho, y datan de alrededor del año 200 a. C. Otra campaña de excavaciones reveló docenas de otras embarcaciones en el fondo del lago, la presencia de muelles y un asentamiento ilirio.

## Nombre
El término λέμβος, lembos se registra en fuentes clásicas desde el siglo IV a. C.. El término ilírico-griego λέμβος fue posteriormente latínizado como lembus. La fuente última del término es oscura. Se ha sugerido un origen ilirio.
El lembus se llamó también lignum y después leño.